# Halfords
Halfords Group plc je jedním z největších britských maloobchodních řetězců prodávající jízdní kola, výbavu pro automobily a autodíly a potřeby pro volný čas.
Firmu založil v roce 1892 v Birminghamu F. W. Rushbrooke. Firma je kotována na londýnské burze, má 9 000 zaměstnanců a 402 obchodů ve Velké Británii a Irsku. Obchod samotný je rozdělený na 3 části - Parts (díly na auta a výbava), Ripspeed (tunning pro auta, autodoplňky, pneumatiky a disky) a Bike (jízdní kola a příslušenství). Raritou[zdroj?] těchto obchodů je autoservis, který je přímo součástí prodejny.
V roce 2007 se Halfords poprvé vydal přes kanál do kontinentální Evropy. Jeho cílovou zemí je Česká republika. V červnu 2007 otevřel v Česku svou první velkoplošnou prodejnu a ještě v témže roce otevřel další dvě. Koncem roku 2008 firma otevřela pátou a zatím poslední prodejnu v České republice. Z České republiky hodlá firma expandovat do regionu střední Evropy, kde plánuje vybudování sítě prodejen Halfords.
Koncem roku 2008 je otevřen první obchod mimo ČR a to v polské Wroclawi. Další obchody se plánují opět v ČR. Dle neoficiálních zpráv má být v ČR otevřeno až na 15 obchodů.
6. měsíc roku 2010 Přichází zdrcující zpráva o ukončení kompletní činnosti společnosti Halfords mimo UK. Do 2 měsíců byly ukončeny aktivity všech obchodů .
Poté obchody převzala (avšak bez závazků a jakékoli spojitosti) společnost Fast Box.